# 똠 얌
똠 얌(태국어: ต้มยำ, 영어: tom yum) 또는 똠 냠(라오어: ຕົ້ມຍຳ, 영어: tom yam)은 태국의 맵고 신 국물 음식이다.

## 이름
태국어 "똠 얌(ต้มยำ)은  "맵고 신 국"이라는 뜻이다. "똠(태국어: ต้ม/라오어: ຕົ້ມ)"은 "끓이다"를 뜻하며, "얌(태국어: ยำ)/냠(라오어: ຍຳ)"은 "섞다"라는 뜻으로, 맵고 신 샐러드를 가리킨다.

## 만드는 방법
똠 얌 국물은 보통 레몬그래스, 카피르라임 잎, 큰고량강, 라임 즙, 어장(남 쁠라/남 빠), 새눈고추 등 여러 가지 향신료와 허브를 넣어 만들며, 마지막에는 고수 잎을 넣어 낸다.

## 종류

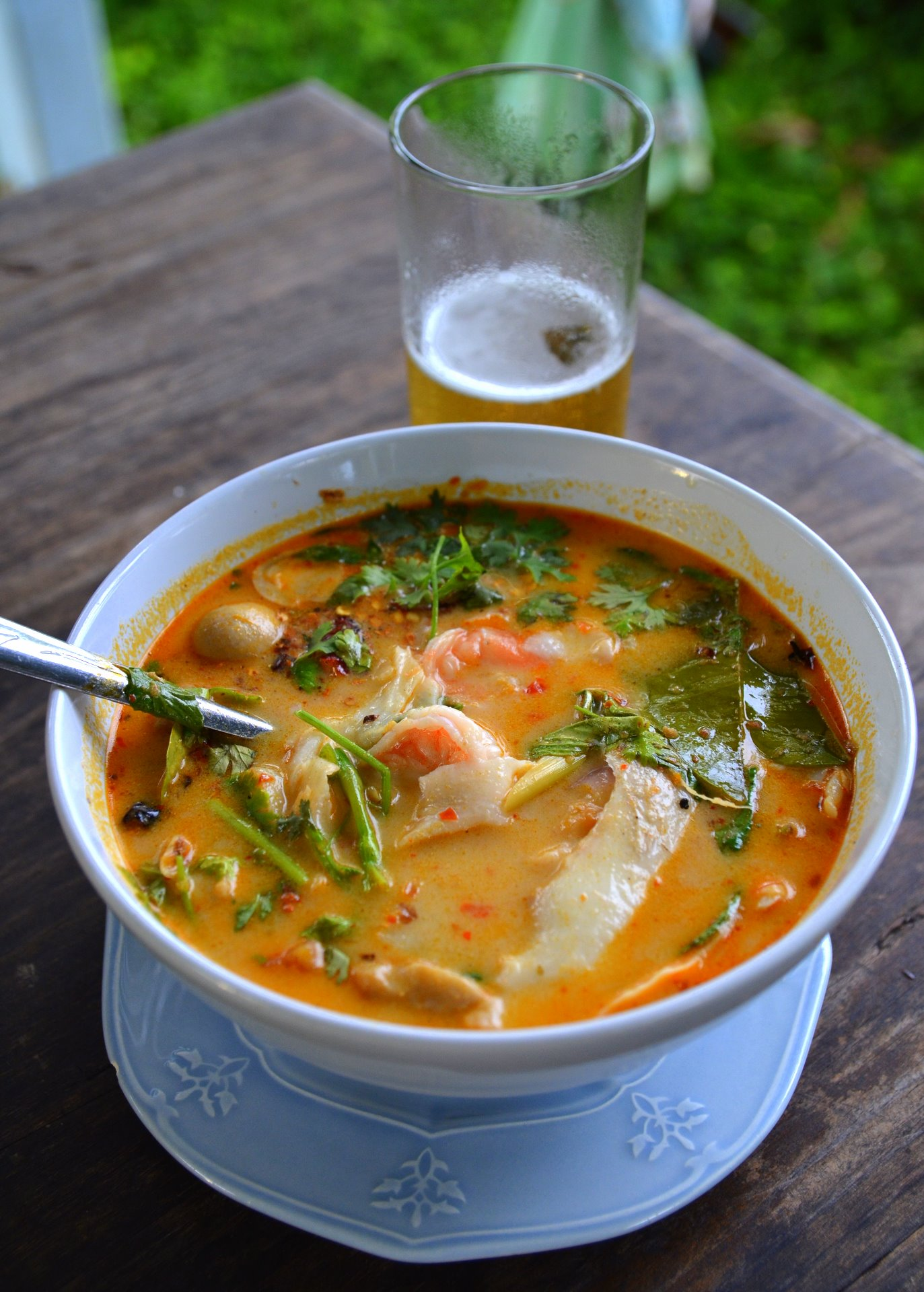
똠 얌 꿍 마프라오 온 남 콘 (새우와 어린 코코넛을 넣은 맑은 국물 똠 얌)

### 국물
- 똠 얌 남 사이(태국어: ต้มยำน้ำใส): 맑은 국물 똠얌이다.
- 똠 얌 남 콘(태국어: ต้มยำน้ำข้น): 무당연유를 넣은 똠 얌이다.
- 똠 얌 까티(태국어: ต้มยำกะทิ): 코코넛밀크를 넣은 똠 얌이다.

### 주재료
- 똠 얌 까이(태국어: ต้มยำไก่): 닭고기를 넣어 만든다.
- 똠 얌 꿍(태국어: ต้มยำกุ้ง): 새우를 넣어 만든다. 라따나꼬신 왕국 시기(1782~1932년)에 만들어진 음식으로, 여행객들에게나 외국에서 인기가 많으며 "세계 3대 국물 음식"으로 여겨지기도 한다.[3]
- 똠 얌 쁠라(태국어: ต้มยำปลา) 또는 똠 냠 빠(라오어: ຕົ້ມຍຳປາ): 생선을 넣어 만든다. 전통적으로 쌀밥과 함께 먹는 맑은 국으로, 관광업이 발달하기 전에는 가장 흔히 먹는 똠 얌이었다. 지역과 환경에 따라 강과 호수 또는 바다 등에서 흔히 잡히는 민물고기나 바닷물고기로 끓이며, 살이 단단해 끓여도 쉽게 으스러지지 않는 생선을 주로 사용한다.
- 똠 얌 카 무(태국어: ต้มยำขาหมู): 족발을 넣어 만든다.
- 똠 얌 탈레(태국어: ต้มยำทะเล) 또는 똠 얌 뽀 택(태국어: ต้มยำโป๊ะแตก): 새우, 오징어, 조개, 생선 등 여러 가지 해산물을 넣어 만든다.

## 갤러리

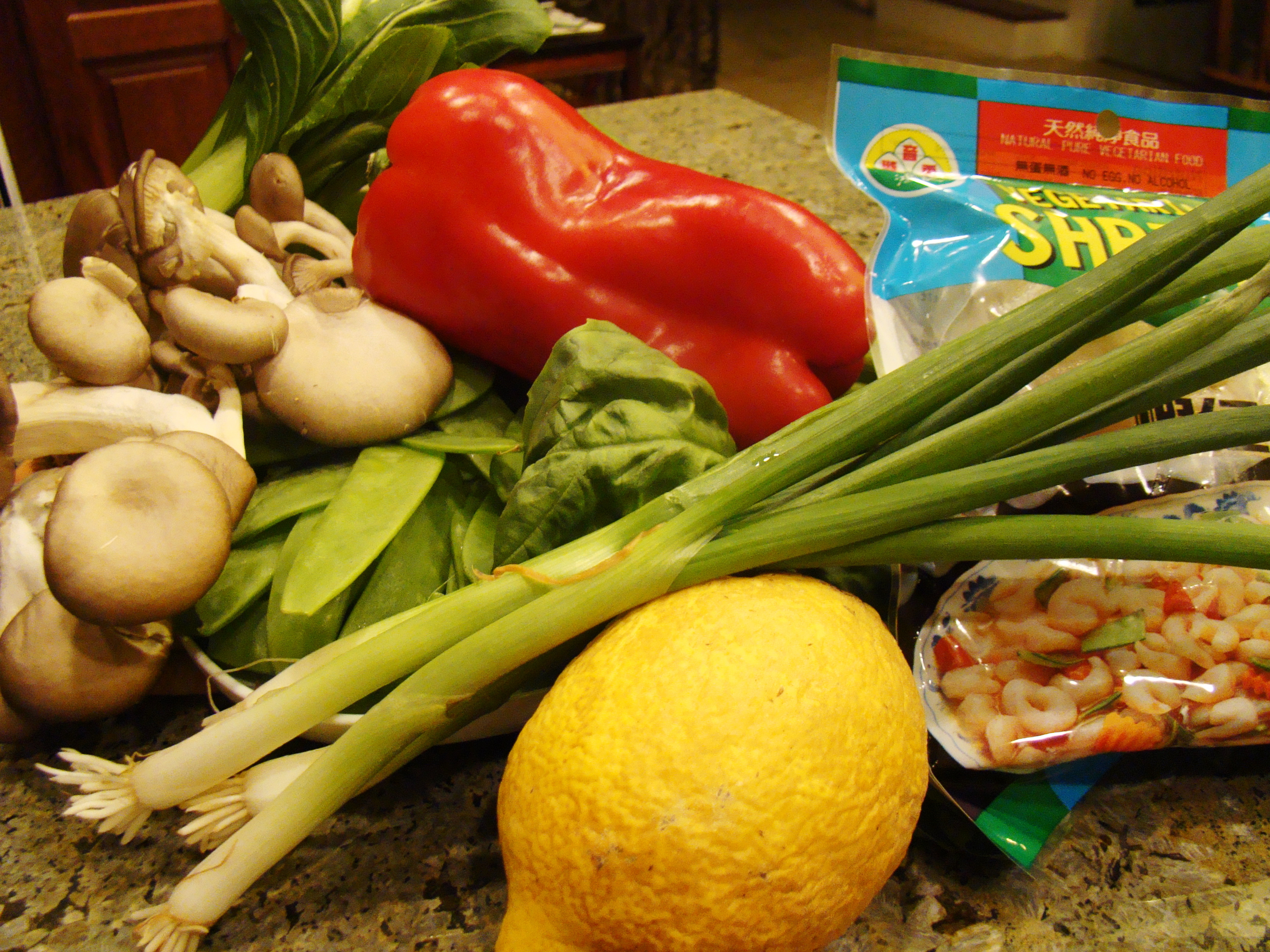
똠 얌 재료
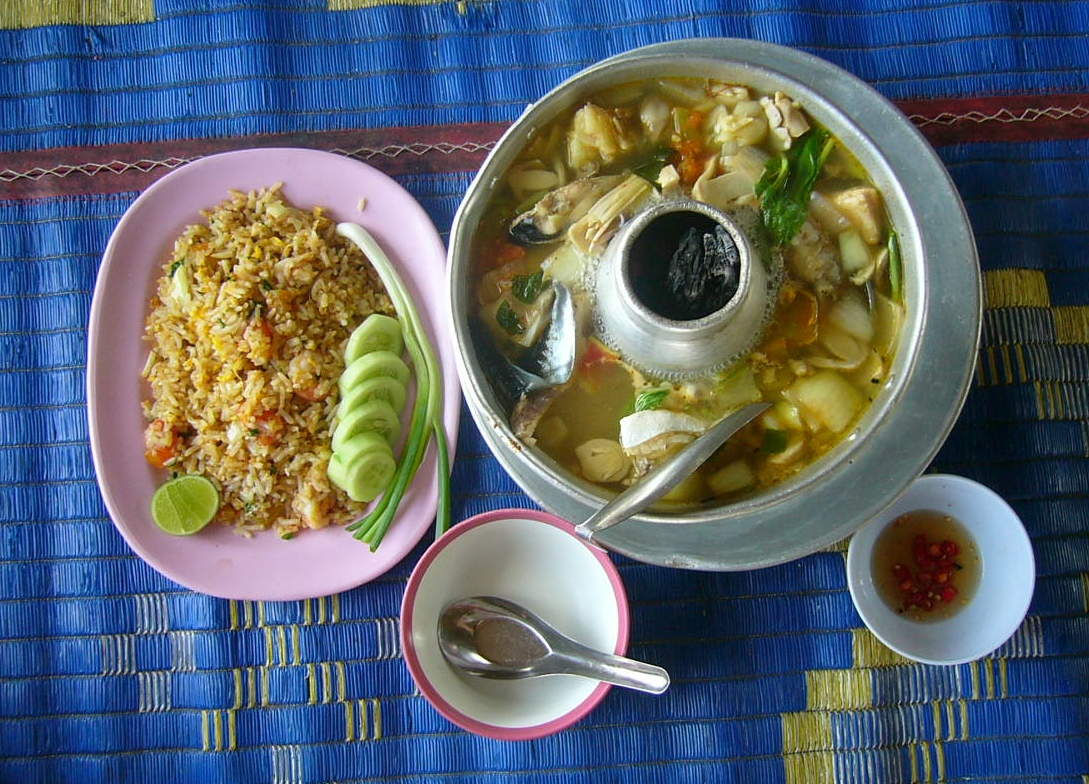
똠 얌 쁠라 븍 (메콩대형메기를 넣은 똠 얌)

## 같이 보기
- 똠 카 까이